# Buglio in Monte
Buglio in Monte é uma comuna italiana da região da Lombardia, província de Sondrio, com cerca de 2.036 habitantes. Estende-se por uma área de 27 km², tendo uma densidade populacional de 75 hab/km². Faz fronteira com Ardenno, Berbenno di Valtellina, Chiesa in Valmalenco, Colorina, Forcola, Torre di Santa Maria, Val Masino.

## Demografia
| Variação demográfica do município entre 1861 e 2011                               |
|                                                                                   |
| Fonte: Istituto Nazionale di Statistica (ISTAT) - Elaboração gráfica da Wikipedia |